# ONE NIGHT ACOUSTIC RECORDING SESSION at NHK CR-509 Studio
『ONE NIGHT ACOUSTIC RECORDING SESSION at NHK CR-509 Studio』（ワンナイト アコースティック レコーディング セッション アット NHK CR-509 スタジオ）は、斉藤和義のセルフカバー・アルバム。2012年9月19日発売。発売元はSPEEDSTAR RECORDS。規格品番：VICL-63920。

## 解説
デビュー20周年YEAR企画の第1弾で、「セレクション・リメイク・アルバム」と称されたアルバムで、1993年のデビュー以降に発表された楽曲からセレクトされた楽曲のほか、他アーティストの楽曲のカバーなどを収録。
タイトルが示すとおり、本作に収録された楽曲はいずれもNHKのCR-509 Studioにて一発録りされた音源で、ゲストとして藤井謙二（The Birthday）、隅倉弘至（初恋の嵐）、辻村豪文（キセル）、玉田豊夢（100s）、高田漣らが参加している。レコーディング・セッション時の映像はNHK BSプレミアムの『SONGSプレミアム』（2012年10月28日放送回）にて紹介された。なお、同番組では本作には収録されていない「僕の半分」も放送された。

## 収録内容
| #         | タイトル                                       | 作詞                 | 作曲       | 時間  |
| --------- | ---------------------------------------------- | -------------------- | ---------- | ----- |
| 1.        | 「tokyo blues」                                | 斉藤和義             | 斉藤和義   | 3:35  |
| 2.        | 「好きな人の手」                               | 斉藤和義             | 斉藤和義   | 7:09  |
| 3.        | 「僕は他人」                                   | 斉藤和義             | 斉藤和義   | 4:42  |
| 4.        | 「大丈夫」                                     | 斉藤和義             | 斉藤和義   | 4:26  |
| 5.        | 「ドライブ」                                   | 斉藤和義             | 斉藤和義   | 6:24  |
| 6.        | 「さよなら」                                   | 斉藤和義             | 斉藤和義   | 4:19  |
| 7.        | 「蕎麦屋」                                     | 中島みゆき           | 中島みゆき | 6:13  |
| 8.        | 「やわらかな日」                               | 斉藤和義             | 斉藤和義   | 5:15  |
| 9.        | 「ベリー ベリー ストロング〜アイネクライネ〜」 | 斉藤和義、伊坂幸太郎 | 斉藤和義   | 7:17  |
| 10.       | 「新宿ララバイ」                               | 斉藤和義             | 斉藤和義   | 5:14  |
| 11.       | 「やさしくなりたい」                           | 斉藤和義             | 斉藤和義   | 5:14  |
| 12.       | 「今夜、リンゴの木の下で」                     | 斉藤和義             | 斉藤和義   | 5:13  |
| 13.       | 「月光」                                       | 斉藤和義             | 斉藤和義   | 4:49  |
| 14.       | 「ひまわりの夢」                               | 斉藤和義             | 斉藤和義   | 2:59  |
| 合計時間: | 合計時間:                                      | 合計時間:            | 合計時間:  | 72:49 |

## 曲の解説
1. tokyo blues
  - 原曲は1stアルバム『青い空の下…』収録曲。
2. 好きな人の手
  - 原曲は1stアルバム『青い空の下…』収録曲。
3. 僕は他人
  - 原曲は2ndアルバム『素敵な匂いの世界』収録曲。
4. 大丈夫
  - 原曲は9thシングル。
5. ドライブ
  - 原曲は5thアルバム『ジレンマ』収録曲。
6. さよなら
  - 原曲は6thアルバム『Because』収録曲。
7. 蕎麦屋
  - 中島みゆきのカバー曲。
8. やわらかな日
  - 原曲は12thシングル。
9. ベリー ベリー ストロング〜アイネクライネ〜
  - 原曲はコンセプト・アルバム『紅盤』収録曲。
10. 新宿ララバイ
  - 原曲は12thアルバム『I ♥ ME』収録曲。
11. やさしくなりたい
  - 原曲は39thシングル。シングル収録テイクは翌年にリリースされた16thアルバム『斉藤』でアルバム初収録となった。
12. 今夜、リンゴの木の下で
  - 原曲は40thシングル「月光」のカップリング曲。シングル収録テイクは翌年にリリースされた16thアルバム『斉藤』でアルバム初収録となった。
13. 月光
  - 原曲は40thシングル。シングル収録テイクは翌年にリリースされた16thアルバム『斉藤』でアルバム初収録となった。
14. ひまわりの夢
  - サッポロビール「北海道プレミアム」CMソング。翌年にリリースされた16thアルバム『斉藤』には別テイクの音源が収録された。
  - ミュージック・ビデオが制作されており、クラシックバレエ教室を舞台にクラシックバレエを踊る少女たちを背後に俳優の大杉漣がダンスをするという内容になっている[4][5]。ミュージック・ビデオの監督は柿本ケンサクが務めた[6]。

## 参加ミュージシャン
※出典
- 斉藤和義 - Vocal, Acoustic Guitar, Electric Guitar, Gut Guitar, Harp, Chorus
- 隅倉弘至 - Electric Bass, Chorus
- 玉田豊夢 - Drums, Chorus, Percussion
- 藤井謙二 - Acoustic Guitar, Acoustic 12strings Guitar, Dobro Guitar, Electric Guitar, Chorus
- 辻村豪文 - Acoustic Guitar, Acoustic 12strings Guitar, Electric Guitar, Banjo Ukulele, Ukulele, Chorus
- エマーソン北村 - Organ, Rhodes Piano, Andes, Tambourine, Shaker
- 高田漣 - Pedal Steel Guitar, Chorus
- 朝倉真司 - Percussion, Chorus
- 岡部磨知Stringsチーム
  - 岡部磨知、氏川恵美子、石橋尚子、山本理紗 - Violin
  - 金孝珍、河村泉 - Viola
  - 村中麻里子、友納真緒 - Cello